# Moussa Sidibé
Moussa Sidibé est un joueur de football franco-malien, né le 22 août 1981 dans le 16e arrondissement de Paris en France. Il évolue au poste de milieu de terrain ou de défenseur latéral. Il est le cousin de Mamady Sidibé, lui aussi footballeur malien.

## Biographie
Il naît dans le 16e arrondissement de Paris et grandit à Noisy-le-Grand.
Il est connu pour « sa puissance athlétique et son engagement sans faille ».
De janvier 2001 à 2002, il joue 6 matchs en Ligue 2 (1 but) avec l'Union sportive Créteil-Lusitanos.
En 2003, il s'engage pour le club anglais de Gravesend & Northfleet FC (ou Ebbsfleet United FC), en Conference National (D5). Il joue peu (12 matchs) et n'a pas le niveau attendu par son entraîneur.
De retour en France, il joue pour le Gazélec d'Ajaccio puis le Clermont Foot.
En janvier 2008, n'ayant pas joué de la saison avec Clermont, il s'engage avec le club breton du Vannes OC et contribue à l'obtention du titre de champion de National 2008.
Après un début de saison difficile, il se dirige au Nîmes Olympique, autre club de Ligue 2. A Nîmes, faute de défenseurs, il est rapidement repositionné en tant que latéral.

## Palmarès
- Champion de France de National en 2007 avec le Clermont Foot
- Champion de France de National en 2008 avec le Vannes OC
- Champion de France de National en 2012 avec le Nîmes Olympique